# Заслуженный работник ракетно-космической промышленности Российской Федерации
«Заслу́женный рабо́тник раке́тно-косми́ческой промы́шленности Росси́йской Федера́ции» — почётное звание, входящее в систему государственных наград Российской Федерации.

## Основания для присвоения
Звание «Заслуженный работник ракетно-космической промышленности Российской Федерации» присваивается высокопрофессиональным рабочим, инженерно-техническим и научным работникам ракетно-космической промышленности за личные заслуги:
- в разработке и создании уникальных образцов ракетно-космической техники, предназначенной для обеспечения государственной безопасности Российской Федерации, её международных стратегических интересов и расширения географии присутствия России в космосе;
- в развитии коммерческого использования новейших образцов ракетно-космической техники, позволяющих повысить безопасность и экономическую эффективность доставки человека, оборудования и грузов на околоземную орбиту и за её пределы;
- в осуществлении рационализаторской и инновационной деятельности по созданию и внедрению современного высокотехнологичного оборудования и новейших технологий, позволяющих существенным образом повысить его технико-физические характеристики;
- в разработке и создании новейшей гражданской ракетно-космической техники, предназначенной для коммерческого использования и обеспечивающей преимущество Российской Федерации в космосе;
- в подготовке квалифицированных кадров для ракетно-космической промышленности.

Почётное звание «Заслуженный работник ракетно-космической промышленности Российской Федерации» присваивается, как правило, не ранее чем через 20 лет с начала осуществления профессиональной деятельности и при наличии у представленного к награде лица отраслевых наград (поощрений) федерального органа государственной власти или органов государственной власти субъектов Российской Федерации.

## Порядок присвоения
Почётные звания Российской Федерации присваиваются указами Президента Российской Федерации на основании представлений, внесенных ему по результатам рассмотрения ходатайства о награждении и предложения Комиссии при Президенте Российской Федерации по государственным наградам.

## История звания
Почётное звание «Заслуженный работник ракетно-космической промышленности Российской Федерации» установлено Указом Президента Российской Федерации от 9 апреля 2001 года № 407 «О внесении дополнения в Указ Президента Российской Федерации от 30 декабря 1995 года № 1341 „Об установлении почётных званий Российской Федерации, утверждении положений о почётных званиях и описания нагрудного знака к почётным званиям Российской Федерации“».
Тем же указом утверждено первоначальное Положение о почётном звании, в котором говорилось:
Почётное звание «Заслуженный работник ракетно-космической промышленности Российской Федерации» присваивается высокопрофессиональным рабочим, инженерно-техническим и научным работникам ракетно-космической промышленности за заслуги в разработке и создании ракетно-космической техники, подготовке кадров и работающим в этой отрасли 15 и более лет.
В настоящем виде Положение о почётном звании утверждено Указом Президента Российской Федерации от 7 сентября 2010 года № 1099 «О мерах по совершенствованию государственной наградной системы Российской Федерации».

## Нагрудный знак
Нагрудный знак имеет единую для почётных званий Российской Федерации форму и изготавливается из серебра высотой 40 мм и шириной 30 мм. Он имеет форму овального венка, образуемого лавровой и дубовой ветвями. Перекрещенные внизу концы ветвей перевязаны бантом. На верхней части венка располагается Государственный герб Российской Федерации. На лицевой стороне, в центральной части, на венок наложен картуш с надписью — наименованием почётного звания.
На оборотной стороне имеется булавка для прикрепления нагрудного знака к одежде. Нагрудный знак носится на правой стороне груди.